# اندروز (کارولینای جنوبی)
اندروز(به انگلیسی: Andrews) شهری در ایالت کارولینای جنوبی کشور ایالات متحده آمریکا است که جمعیت آن در سرشماری سال ۲۰۱۰ میلادی، ۲٬۸۶۱ نفر بوده‌است.